# Matute (La Rioja)
Matute ist ein abgelegenes kleines Bergdorf und eine zur bevölkerungsarmen Region der Serranía Celtibérica gehörende Gemeinde (municipio) mit 88 Einwohnern (Stand: 2024) im Südwesten der Autonomen Gemeinschaft La Rioja in Spanien. 

## Lage
Die Gemeinde Matute liegt in einer Höhe von etwa 680 m im wald- und wasserreichen Naturpark Sierra de la Demanda. Der Río Najerilla begrenzt die Gemeinde im Osten. Die Entfernung zur Provinzhauptstadt Logroño beträgt ca. 41 km Fahrtstrecke nordöstlich. Das Klima ist gemäßigt bis warm; Regen (ca. 935 mm/Jahr) fällt überwiegend im Winterhalbjahr.

## Bevölkerungsentwicklung
| Jahr      | 1970 | 1981 | 1991 | 2001 | 2011 | 2021 |
| Einwohner | 333  | 237  | 192  | 179  | 133  | 96   |

Infolge der Mechanisierung der Landwirtschaft, der Aufgabe bäuerlicher Kleinbetriebe und des daraus resultierenden geringeren Arbeitskräftebedarfs ist die Zahl der Einwohner seit Beginn des 20. Jahrhunderts stark zurückgegangen.

## Sehenswürdigkeiten

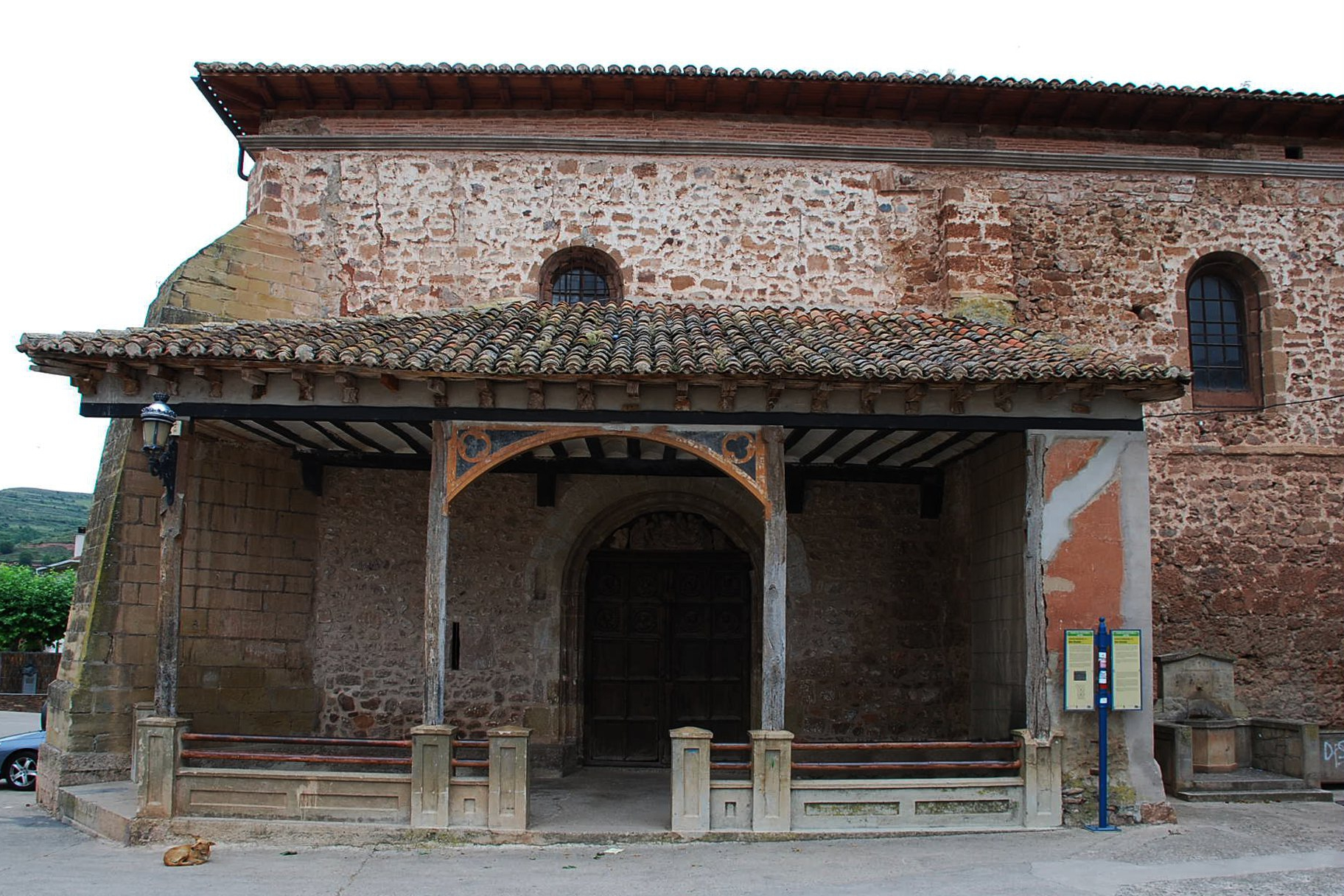
Romanuskirche
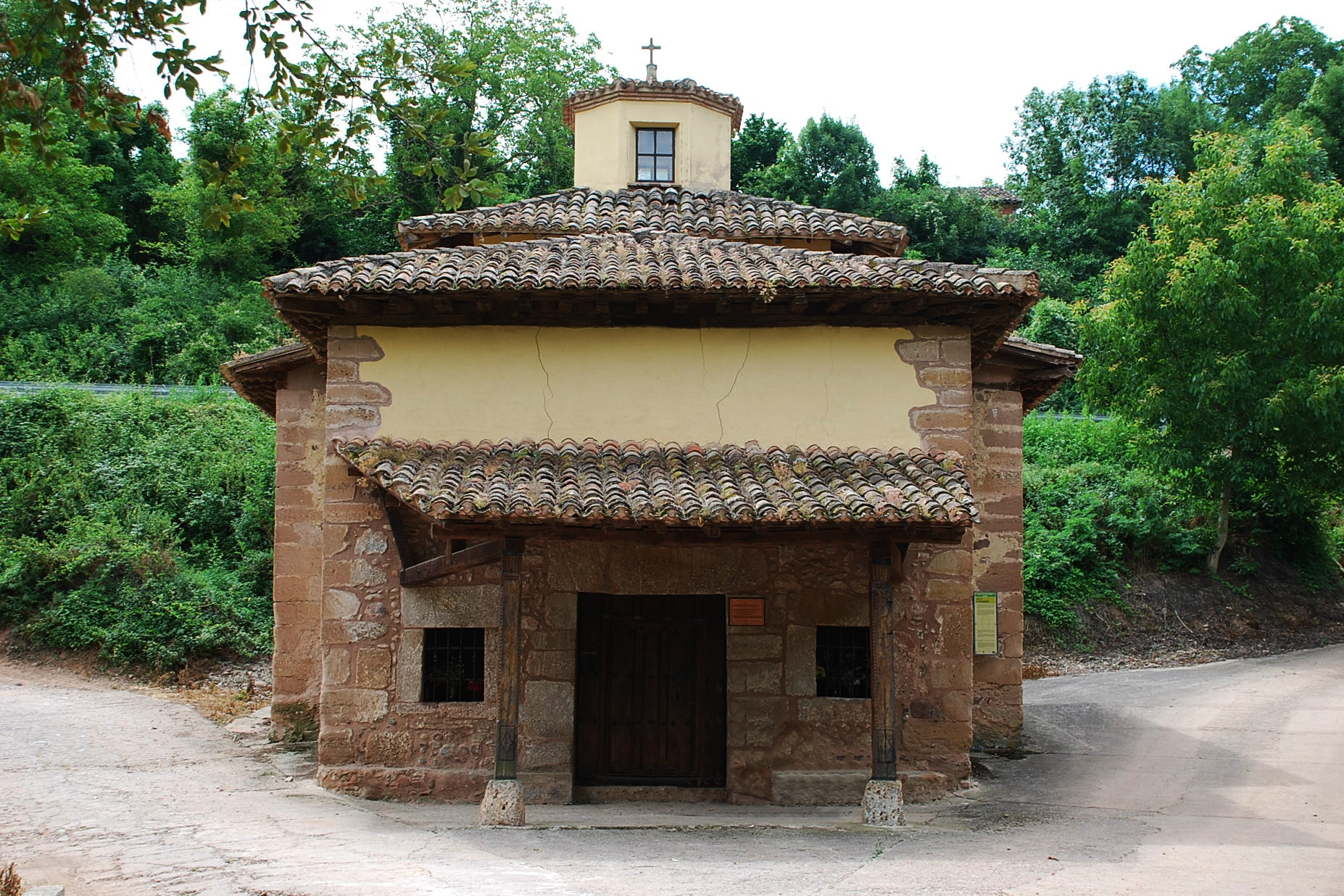
Kapelle der unbefleckten Empfängnis
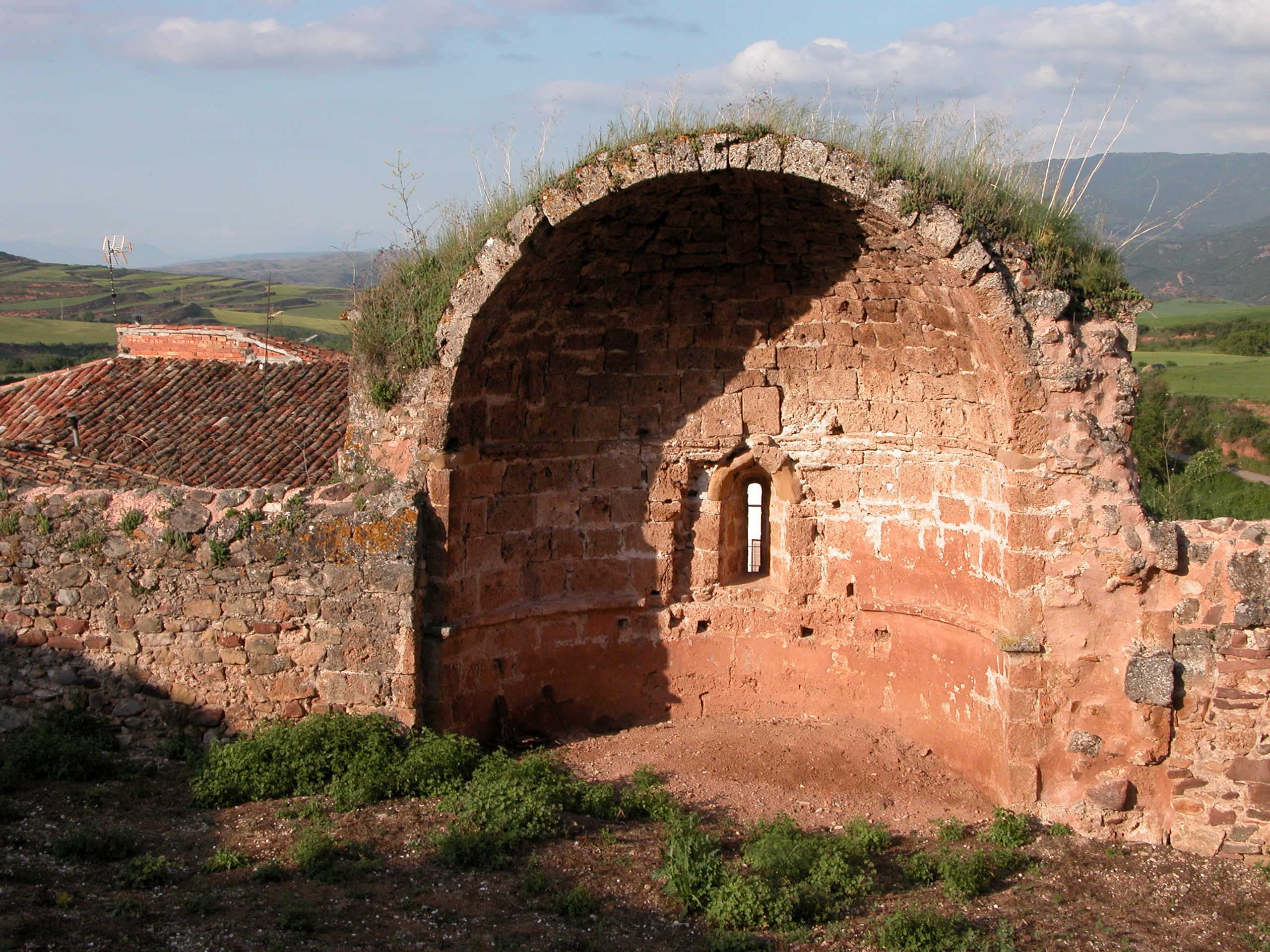
Ruinen der Michaeliskapelle

- Romanuskirche
- Kapelle der Unbefleckten Empfängnis
- Ruine der Michaeliskapelle

## Persönlichkeiten
- Esteban Manuel de Villegas (1589–1669), Dichter